# Henri Delannoy
Henri Delannoy (Paris, 14 de outubro de 1873 - Bordeaux, 1976) foi um ator francês da época do cinema mudo, mais conhecido por ter interpretado o capitão da cápsula espacial de Le Voyage dans la Lune, filme mais conhecido do pioneiro do cinema Georges Méliès.

## Filmografia
1. Verdun, visions d'histoire (1928) .... François
2. Yser (1925) (como Henry Delannoy) .... Le fiancé Ferrier
3. Viagem à Lua (1902) (sem créditos) .... Capitão do foguete

... ou "Le Voyage dans la Lune" - França (título original)